# Милак, Криштоф
Кри́штоф Ми́лак (венг. Kristóf Milák; род. 20 февраля 2000, Будапешт) — венгерский пловец, двукратный олимпийский чемпион 2020 и 2024, трёхкратный чемпион мира (2019 и 2022 годов), 8-кратный чемпион Европы (2018, 2021, 2022 и 2024 годов), действующий мировой рекордсмен на дистанции 200 метров баттерфляем. Кроме баттерфляя также успешно выступает в плавании вольным стилем. Лучший спортсмен Венгрии 2019 года.

## Карьера
На чемпионате мира по водным видам спорта в Будапеште (2017) получил «серебро» на дистанции 100 метров баттерфляем.

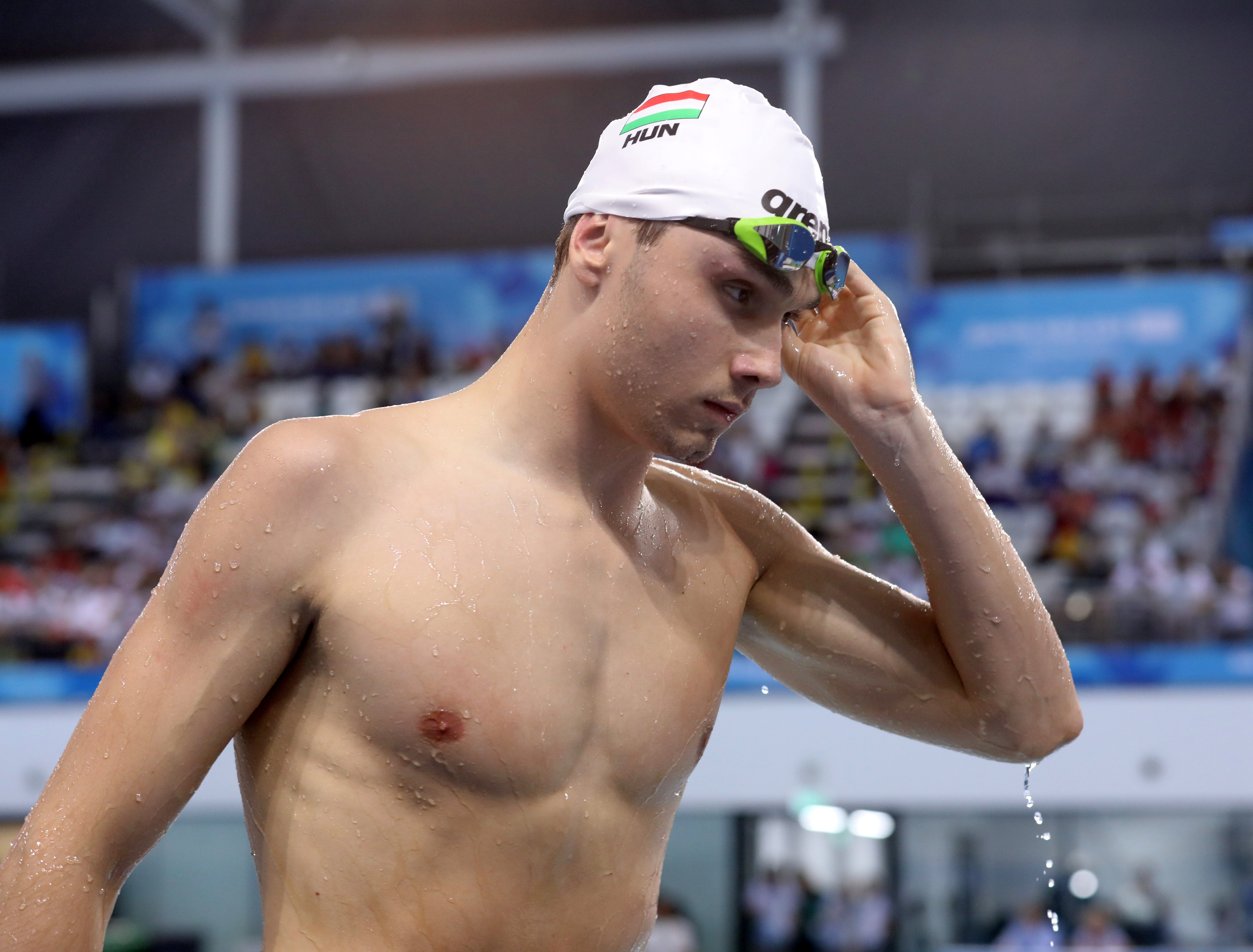
Милак на юношеских Олимпийских играх 2018 года

5 августа 2018 года стал чемпионом Европы на дистанции 200 метров баттерфляем, установив рекорд чемпионатов 1:52.79. В октябре 2018 года на юношеских Олимпийских играх в Буэнос-Айресе 18-летний Милак завоевал 4 медали: золото на дистанциях 200 метров баттерфляем, 200 и 400 метров вольным стилем и серебро на дистанции 100 метров баттерфляем (уступил 16-летнему россиянину Андрею Минакову).
На чемпионате мира в Кванджу в 2019 году на дистанции 200 метров баттерфляем Криштоф завоевал титул чемпиона мира, побив рекорд Майкла Фелпса (1.50,73). 
В мае 2021 года на чемпионате Европы в Будапеште Криштоф на дистанции 200 метров баттерфляем завоевал золото, проплыв в финале за 1:51,10 и установив рекорд чемпионатов. На дистанции 100 метров баттерфляем завоевал ещё одну золотую медаль, проплыв в финале за 50,18 секунды, что является рекордом чемпионатов.
28 июля 2021 года на Олимпийских играх в Токио выиграл золото на дистанции 200 метров баттерфляем со временем 1:51.25, побив олимпийский рекорд, установленный в 2008 году в Пекине Майклом Фелпсом (1:52.03). Занявший второе место японец Томору Хонда отстал от Милака на 2,48 сек. Милак стал первым в истории венгром и первым с 1996 года европейцем, выигравшим эту дистанцию на Олимпийских играх. 31 июля в финале дистанции 100 метров баттерфляем Милак установил рекорд Европы (49,68), но уступил американцу Калебу Дресселу, который установил мировой рекорд (49,45).
На чемпионате Европы 2022 года в Риме завоевал пять медалей: золото на дистанциях 100 и 200 метров баттерфляем и в эстафете 4×200 метров вольным стилем, а также серебро на дистанции 100 метров вольным стилем и в эстафете 4×100 метров вольным стилем.
На чемпионате мира 2022 года в Будапеште выиграл золото на дистанциях 100 и 200 метров баттерфляем.
В июне 2024 года сделал ещё один золотой дубль на чемпионате Европы в Белграде, выиграв дистанции 100 и 200 метров баттерфляем.
На Олимпийских играх 2024 года в Париже на дистанции 200 метров баттерфляем 31 июля занял второе место в финале, уступив 0,54 сек Леону Маршану, установившему олимпийский рекорд (1.51,21, на 0,04 сек быстрее результата Милака в 2021 году в Токио). 3 августа Милак выиграл золото на дистанции 100 метров баттерфляем (49,90), Джошуа Льендо отстал на 0,09 сек.